# Lampona terrors
Lampona terrors là một loài nhện trong họ Lamponidae. Loài này được phát hiện ở Queensland.